# Младотурци
Младотурци (тур. Jön Türkler) су чланови реформистичке и националистичке партије основане крајем 19. века и која је била доминантна политичка партија у Османском царству у периоду 1908—1918.

## Настанак
Комитет уједињења и напредка (тур. İttihat ve Terakki Cemiyeti) (енгл. Committee of Union and Progress (CUP)) основан 1889. под називом Комитет османског уједињења (тур. İttihad-ı Osmanî Cemiyeti) је био творац Младотурске револуције 1908.

## Идеје
Упркос израженом национализму младотурака, основни циљ њиховог политичког деловања је био очување Османског царства као монархије, а не одрицање од царства и стварање националне турске државе. Младотурци су се залагали за оживљавање устава из 1876. и уједињење различитих нација које живе на територији Османског царства у једну јединствену нацију уједињену у оквиру централизоване парламентарне државе која би била фактор који повезује различите нације.
Младотурци нису сматрали ислам кохезионим фактором, попут претходних режима Османског царства већ сметњом да придобију лојалност својих становника хришћанске вероисповести. Због тога су младотурци уместо верске истицали државну, османску кохезију што је резултовало губитком привилегованог статуса већински исламских нација, т. ј. Албанаца у Европи и Арапа у Азији.